# Gelareh Abbasi
 (juillet 2023).
Si vous disposez d'ouvrages ou d'articles de référence ou si vous connaissez des sites web de qualité traitant du thème abordé ici, merci de compléter l'article en donnant les références utiles à sa vérifiabilité et en les liant à la section « Notes et références ».
 (juillet 2023).
La mise en forme du texte ne suit pas les recommandations de Wikipédia : il faut le « wikifier ».
Les points d'amélioration suivants sont les cas les plus fréquents. Le détail des points à revoir est peut-être précisé sur la page de discussion.
- Les titres sont pré-formatés par le logiciel. Ils ne sont ni en capitales, ni en gras.
- Le texte ne doit pas être écrit en capitales (les noms de famille non plus), ni en gras, ni en italique, ni en « petit »…
- Le gras n'est utilisé que pour surligner le titre de l'article dans l'introduction, une seule fois.
- L'italique est rarement utilisé : mots en langue étrangère, titres d'œuvres, noms de bateaux, etc.
- Les citations ne sont pas en italique mais en corps de texte normal. Elles sont entourées par des guillemets français : « et ».
- Les listes à puces sont à éviter, des paragraphes rédigés étant largement préférés. Les tableaux sont à réserver à la présentation de données structurées (résultats, etc.).
- Les appels de note de bas de page (petits chiffres en exposant, introduits par l'outil «  Source ») sont à placer entre la fin de phrase et le point final[comme ça].
- Les liens internes (vers d'autres articles de Wikipédia) sont à choisir avec parcimonie. Créez des liens vers des articles approfondissant le sujet. Les termes génériques sans rapport avec le sujet sont à éviter, ainsi que les répétitions de liens vers un même terme.
- Les liens externes sont à placer uniquement dans une section « Liens externes », à la fin de l'article. Ces liens sont à choisir avec parcimonie suivant les règles définies. Si un lien sert de source à l'article, son insertion dans le texte est à faire par les notes de bas de page.
- La présentation des références doit suivre les conventions bibliographiques. Il est recommandé d'utiliser les modèles {{Ouvrage}}, {{Chapitre}}, {{Article}}, {{Lien web}} et/ou {{Bibliographie}}. Le mode d'édition visuel peut mettre en forme automatiquement les références.
- Insérer une infobox (cadre d'informations à droite) n'est pas obligatoire pour parachever la mise en page.

Pour une aide détaillée, merci de consulter Aide:Wikification.
Si vous pensez que ces points ont été résolus, vous pouvez retirer ce bandeau et améliorer la mise en forme d'un autre article.
Gelareh Abbasi (en persan : گلاره عباسی , [ɡeːlɑːre ʔæbˈbɑːsiː]), née le 20 juillet 1983, est une actrice, doubleuse et romancière iranienne, a été acclamée par la critique pour sa polyvalence au théâtre, au cinéma et à la télévision. Elle est diplômée de l’Université d’art et d’architecture et a terminé l’école de cinéma sous la supervision d’Amin Tarokh. Abbasi est titulaire d’un doctorat en interprétation au cinéma et a reçu de nombreux prix, dont celui de la meilleure actrice du Festival russe du Cheval d’argent et de la meilleure actrice du Festival du film féminin. Elle a également fondé Sevina en 2019 pour fournir une description audio de films et de séries pour les aveugles et les malvoyants en persan. La fondation a projeté quatre films avec description audio et une production théâtrale à Téhéran, et plaide pour une accessibilité accrue sur les plateformes de livres électroniques et de livres audio.

## Jeunesse et éducation
Née à Téhéran, en Iran, Gelareh Abbassi était passionnée de théâtre, de cinéma et de télévision dès son plus jeune âge. Elle a fréquenté l’Université des arts et de l’architecture pour développer ses compétences théâtrales, posant ainsi les bases de son futur succès dans l’industrie du divertissement. Elle s’est inscrite à la célèbre école d’art dramatique, sous la direction de l’acteur « Amin Tarokh » afin de perfectionner son jeu d’actrice et de cultiver une approche polyvalente pour interpréter différents personnages à l’écran et sur scène. Gelareh a poursuivi l’excellence académique et a obtenu un doctorat en « Bonyad Oloum », illustrant son engagement envers l’apprentissage tout au long de la vie et l’élargissement de ses connaissances dans divers domaines. Son parcours artistique a débuté en 2001 avec savoir-faire et détermination, désireuse de marquer les esprits et de captiver le public grâce à ses performances exceptionnelles.

## Carrière
L'actrice iranienne Gelareh Abbasi est connue pour jouer une variété de rôles aussi bien au cinéma qu’à la télévision. Elle a eu une carrière prolifique et a apporté une contribution significative au divertissement iranien.

### Cinéma
Ses apparitions dans plusieurs films renommés ont marqué le début de la carrière de Gelareh Abbasi dans l'industrie cinématographique. Elle a dévoilé son talent d'actrice dans le film de 2005 « La Patrie »(Sarzamin Madari). Elle a continué à captiver le public avec ses interprétations dans divers drames, films historiques et téléfilms au fil des ans. Notamment, elle a joué des rôles importants dans les films de 2007 « Fou de Leyli » (Majnoun-e Leyli) et « Le bruit des pieds de Dieu » (Seday-e Pay-e Khoda).
Son engagement envers son art et son adaptabilité lui ont valu des rôles plus importants, notamment dans « Breath » (Nafas) en 2016, et « Objects in Mirror » (Ashia az anche shoma dar ayeneh mibinid nazdiktarand) en 2013. Gelareh Abbasi a une fois de plus démontré son talent dans le drame de 2021 « Pinto » (Ablagh), captivant les spectateurs avec ses performances émouvantes.

### Série
Gelareh Abbasi a apporté des contributions à l’industrie cinématographique en plus de mettre en avant ses talents exceptionnels d’actrice à la télévision. Avec « la Chemin de nuit » (Rah-e Shab), elle s’est imposée dans le monde des séries télévisées. Elle a ensuite fait des apparitions remarquées dans « Aux yeux du vent » (Dar cheshm Bad), « Chanson de la mère » (Taraneh Madari) et « Kimiya, » respectivement en 2009, 2008 et 2015.
Dans la célèbre série télévisée « Shahrzad, » diffusée de 2015 à 2018, elle a joué l’un de ses rôles les plus acclamés. Sa polyvalence en tant qu’actrice a été démontrée dans ce captivant drame, qui lui a valu reconnaissance et acclamation.
Gelareh Abbasi a reçu des éloges pour son engagement envers son métier tout au long de sa carrière, ainsi que pour son talent à donner aux personnages qu’elle interprète profondeur et authenticité. Grâce à ses contributions au cinéma et à la télévision, elle a solidifié sa réputation en tant qu’actrice hautement estimée et admirée dans l’industrie du divertissement iranienne.

## Participation aux festivals
Plusieurs festivals de cinéma prestigieux à travers le monde ont reconnu et célébré les talents d’actrice extraordinaires de Gelareh Abbasi. Ses performances captivantes lui ont valu des éloges et l’admiration tant du public que des professionnels du domaine.

### Prix
- En 2014, Gelareh Abbasi a remporté le prix de la Meilleure Actrice Silver Horse au Festival international des Films nationaux et Ethniques « Akbuzat » en Russie pour le film « Objects in Mirror ». Son interprétation exceptionnelle dans ce film lui a valu ce prestigieux prix de la Meilleure Actrice Silver Horse lors du renommé Festival international des Films nationaux et ethniques à « Akbuzat », en Russie[3].

- En 2015, Gelareh Abbasi a reçu le prix de la Meilleure Actrice au Festival international de films de femmes de Créteil (FIFFC). Les talents de Gelareh Abbasi ont transcendé les frontières, et sa performance exceptionnelle dans un film lui a valu le prix de la Meilleure Actrice lors d’un prestigieux festival français, ajoutant à sa reconnaissance internationale[4].

- En 2021, Gelareh Abbasi a remporté le prix de la Meilleure Actrice dans un second rôle Crystal Simorgh au Festival du Film Fajr. Sa remarquable capacité à apporter de la profondeur aux rôles de soutien a été reconnue lors du festival Fajr en Iran, où elle a reçu le Crystal Simorgh de la Meilleure Actrice dans un second rôle pour son rôle dans un film remarquable[5],[6],[7].

### Nominations
- Meilleure Actrice dans un second rôle — Célébration des critiques du cinéma iranien : Sa remarquable performance dans le film « Pinto » lui a valu une nomination dans la catégorie meilleure Actrice dans un second rôle lors de la prestigieuse Célébration des critiques du cinéma iranien.

- La Meilleure Actrice — Hafez Awards (catégorie Séries) : La prestation captivante de Gelareh dans la série télévisée « Shahrazad » lui a valu une nomination pour le prix de Meilleure Actrice aux prestigieux Hafez Awards, qui récompensent l’excellence des productions télévisuelles iraniennes.

### Membre du Jury
Au-delà de son talent d’actrice, Gelareh Abbasi a apporté des contributions à l’industrie cinématographique. Elle a également été un membre respecté du jury pour plusieurs festivals de cinéma, où son savoir et son regard avisé ont été essentiels pour sélectionner les meilleurs films.
- Membre du Jury du 16e Festival de Pune en Inde
- Membre du Jury du Khaneh Cinema Film Festival
- Membre du Jury du 34ème Festival International du Film pour l'Enfance et la Jeunesse
- Membre du Jury du Roshd International Film Festival
- Membre du Jury du 22ème Festival International du Conte
- Membre du Jury du Podcast Festival de Kanoon
- Membre du jury du Festival Roshd de l'Université de Téhéran

Le fait que Gelareh Abbasi soit membre du jury démontre à quel point elle est passionnée pour soutenir l’excellence artistique dans le cinéma et développer de nouveaux talents. Ses contributions ont renforcé sa position en tant qu’individu respectable dans l’industrie cinématographique,,.

## Activités sociales et philanthropiques
En avril 2019, Gelareh Abbasi a fondé le groupe « Sevina » dans le but de promouvoir l’accessibilité des films pour les personnes aveugles et malvoyantes. L’organisation vise à offrir des expériences cinématographiques significatives et enrichissantes en proposant des descriptions audio pour les films et les émissions de télévision. Sevina s’efforce également de rendre les films et les séries audiodécrites accessibles au téléchargement sur son site web. La fondation participe également à diverses initiatives pour autonomiser et soutenir la communauté des personnes malvoyantes, notamment en organisant des groupes de discussion sur les livres, en diffusant des événements culturels, en créant des podcasts et en célébrant des personnes aveugles accomplies. Gelareh Abbasi a reçu des dons généreux de célèbres acteurs et actrices pour fournir des descriptions audio lors des projections de films de la fondation. Pour rendre largement accessible la description audio, Sevina explore différentes options, telles que les descriptions en direct via des casques ou comme une fonction supplémentaire dans les films téléchargés et les DVD. La fondation promeut également une meilleure accessibilité du contenu numérique en négociant avec les fournisseurs iraniens d’ebooks et de livre audio pour améliorer leurs sites web et applications mobiles pour les personnes aveugles ou malvoyantes. L’engagement de Gelareh Abbasi en faveur de la diversité va au-delà du cinéma, y compris en introduisant des menus en braille pour les clients et visiteurs aveugles. Le groupe Sevina continue de réaliser des progrès significatifs pour promouvoir l’accessibilité et favoriser une société plus inclusive pour la communauté des personnes malvoyantes en Iran.

## Poursuites littéraires
Gelareh Abbasi, une écrivaine et actrice talentueuse, a publié son premier livre, « Marilyn Monroe dans la rue Jordan », le 21 septembre 2021. L’histoire explore la solitude d’une femme au foyer déprimée, qui aspirait autrefois à devenir actrice de cinéma mais qui fait désormais face à la manie et à la dépression. Abbasi mêle habilement des éléments narratifs et ses propres expériences en tant qu’actrice et écrivaine pour créer une histoire captivante et provocante. Son deuxième livre, qui sera bientôt publié, devrait explorer les émotions et expériences humaines.

## Filmographie

### Films
| Titre                          | Titre original           | Date | Directeur                      |
| ------------------------------ | ------------------------ | ---- | ------------------------------ |
| Veste En Cuir Homme            | Kot-e Charmei            | 2023 | Hossein Mirzamohammadi         |
| Les pères                      | Pédaran                  | 2022 | Salem Salavati                 |
| Décédé                         | Shadravan                | 2022 | Hossein Namazi                 |
| Dame de la ville               | Chahr Banou              | 2021 | Maryam Bahrololoomi            |
| Chahin                         | Chahin                   | 2021 | Salar de Téhérani              |
| Pinto                          | Ablagh                   | 2021 | Narges Abyar                   |
| Après l'incident               | Ba'ad az Etefagh         | 2020 | Pouria Heidary Oureh           |
| La fille d'Iran                | Dokhtar-e Iran           | 2019 | Seyed Jalal Dehghani Ashkezari |
| Haleine                        | Nafas                    | 2016 | Narges Abyar                   |
| Piste 143                      | Shiâr 143                | 2014 | Narges Abyar                   |
| Objets en miroir               | Ashya az Dar Ayeneh      | 2013 | Narges Abyar                   |
| Le dernier jour de l'année     | Roozha-ye Akhar-e Esfand | 2013 | Behrouz Shoaybi                |
| Ceux qui sont nés avec le SIDA | Motavalledin-e Eydz      | 2011 | Alireza Razazifar              |
| Azar                           | Azar                     | 2011 | Farzad Motamen                 |
| Un simple accident             | Yek Tasadof-e Sade       | 2011 | Alireza Amini                  |
| Les étrangers                  | Gharibeha                | 2011 | Yazdan Fathi                   |
| Nuit du Nouvel An              | Shab-e Sal-e Non         | 2011 | Saeid Ebrahimi Loin            |
| Entre rester et partir         | Mian-e Mandan-o Raftan   | 2010 | Behrouz Shoaybi                |
| Un vrai rapport                | Yek Gozaresh-e Vaqe-i    | 2008 | Dariush Farhang                |
| La mise à mort en ligne        | Ghatl-e Online           | 2008 | Massoud Abparvar               |
| Fou de Leyli                   | Majnoun Leyli            | 2007 | Ghasem Jafari                  |
| Le bruit des pieds de Dieu     | Seday-e Pay-e Khoda      | 2007 | Kambiz Kashefi                 |
| Pastèque de nuit Yalda         | Henduney-e Shab-e Yalda  | 2005 | Saïd Aghakhani                 |
| Patrie                         | Sarzamine Madari         | 2002 | Kambiz Kashefi                 |
| Le temps de grandir            | Vaght-e Bozorg Shodne    |      | Djerjik Hachemzadeh            |

### Série
| Titre                     | Titre original              | Date      | Directeur                |
| ------------------------- | --------------------------- | --------- | ------------------------ |
| Acteur                    | Actor                       | 2023      | Nima Javidi              |
| Dracula                   | Dracula                     | 2021      | Mehran Modiri            |
| Médine                    | Madineh                     | 2017      | Siroos Moghaddam         |
| Frère                     | Barādar                     | 2016      | Javad Afchar             |
| Chahrzad                  | Shahrzad                    | 2015-2018 | Hassan Fathi             |
| Kimia                     | Kimiya                      | 2015      | Javad Afchar             |
| Penché sur le vent        | Tekye Bar Bād               | 2012      | Mahmoud Moazzemi         |
| Rêve de moineaux          | Royay-e Gongeshkha          | 2012      | Rama Ghavidel            |
| Une minute et une seconde | Yek Daghigheh va Yek Sanieh | 2012      | Mostafa Razzagh Karimi   |
| Mehr Abad                 | Mehr Abad                   | 2012      | Farid Sajadi Hosseini    |
| Mania                     | Mania                       | 2011      | Mohammad Mehdi Asgarpour |
| Engouement                | Sheyda-ei                   | 2011      | Mohammad Mehdi Asgarpour |
| Pain et Basilic           | Naan va Reyhan              | 2010      | Farzad Motamen           |
| Les enfants regardent     | Bacheha Negah Mikonand      | 2010      | Hamidreza Salahmand      |
| Dans l'œil du vent        | Dar Cheshm-e Bād            | 2009      | Massoud Jafari Jozani    |
| Chanson de la mère        | Taraneh Madari              | 2008      | Hossein Soheili Zadeh    |
| Tous mes enfants          | Hameh Bachehaye Man         | 2008      | Marzieh Boroumand        |
| Librairie Hodhod          | Ketab Foroushi Hodhod       | 2006      | Marzieh Boroumand        |
| Chemin de nuit            | Rah-e Shab                  | 2005      | Dariush Farhang          |